# Audi S6
Az Audi S6 az Audi A6 nagy teljesítményű változata, amelyet a német Audi állít elő. 1994-ben mutatták be, nem sokkal az 'A6' elnevezés megjelenése után, amikor leváltotta az előző '100' generációt. Az eredeti S6 nagyrészt hasonlított az S4 kialakítására, az egyetlen látható változás a védőburkolat és a jelvény volt.
Az S6-os, mint minden S modell, az Audi által levédett quattro négykerék-hajtással szerelt, ezen belül is az S6 a Torsen-hajtású állandó négykerék-hajtással lett ellátva.

## C4 generáció (1995-1997)
Az Audi a 90-es évek közepén újrastrukturálta a modellpalettáját, és az ötödik generációs Audi 100-at már Audi A6-ként adta ki. Mivel az Audi továbbra is akart sportos modellt tartani a kínálatában, a korábbi S4-et egy kis modellfrissítés után S6-ként jelentette meg, míg az S4 típusjelzést innentől egy teljesen más pozícióba szánta, így a Volkswagen B-platformú Audi A4 sportváltozata lett.
Elérhető volt mind szedán, mind kombi verzióban Európában és az Egyesült Államokban, addig Kanadában, Ázsiában és Ausztráliában csak szedánként.
Meghajtás
1995-ben az S6-oshoz egy 2226 köbcentis motor volt kapható, ami soros öthengeres turbófeltöltéses benzinmotor volt, és 230 lóerőt termelt 5900/min fordulatszámon, és 350 Nm-t állított elő 1950/min fordulatszámon. Ez az erős motor meglepően jó gyorsulást okozott az S6-osnak, 241 km/h végsebességet tudott elérni, és a 0–100 km/h gyorsulást 6,7 másodperc alatt teljesítette. Chip tuninggal 280 lóerőt is el tudott érni.
Az Audi által készített 4,2 literes V8-as motor elérhető opció volt az S4-es számára, és az Audi döntése szerint ezt a motort tette elérhetővé az S6-ban is, 290 lóerő teljesítménnyel. Az öthengeres változattal ellentétben a V8-cal szerelt S6-osban alapváltozatban is automata váltó volt, de a quattro négykerék-hajtást megtartotta. A 6 fokozatú kézi sebességváltó volt még a másik elérhető opció.
S6 Plus kiadás
Egy még erősebb motorral szerelt verziót mutatott be az Audi, a 4,2 literes V8-as motor másik verziójával, amit később az S8-as Audiban is bemutatott. Az Audi S6 Plus, amelyet a Quattro GmbH fejlesztett (ami teljes egészében az Audi tulajdonában van), csak az 1997-es modellév alatt volt elérhető (a gyártás 1996 áprilistól 1997 júliusig tartott). Összesen 952 darabot gyártottak, ebből 855 volt Avant kivitelű (kombi), és 97 szedán. Az Audi sportosztályán újratervezték a motor néhány alkatrészét, hogy a teljesítményt 326 lóerőre emelhessék. Ezzel együtt megváltoztatták a felfüggesztést, a fékeket és az erőátvitelt. Ekkora teljesítménnyel az S6 Plus állóhelyzetből 100 km/h sebességre képes volt 5,6 másodperc alatt (szedán), és 5,7 másodperc alatt (kombi), ami teljesítmény már közel áll például a Porsche 944 Turbo gyorsulási adatához.

## C5 generáció (1999-2003)
1997-ben az Audi bemutatta a teljesen felújított Audi A6-ost, ami a Volkswagen C5-ös platformjára épült. Az új Audi S6, vagy ahogyan hivatalosan hívták, Audi S6 quattro 1999-ben jelent meg, az új generációs Audi A6 ihletéséből. Megvásárolható volt 4 ajtós szedán és 5 ajtós kombi (Avant) kivitelben. Észak Amerikában csak az Avant kivitel volt elérhető.
Meghajtás
Az alváz alumínium ötvözetből készült, a súly csökkentése érdekében, csakúgy, mint a motor. A teljesítményt egy 90 fokos szögű, 40 szelepes V8-as motor szolgáltatja.
Alapfelszereltségben 6 sebességes kézi váltóval volt rendelhető, de volt lehetőség 5 sebességes tiptronic automata váltóval rendelni, ami a kormányról kapcsolható. Továbbá a Torsen T-2 alapú quattro állandó négykerék-hajtás is alapfelszereltség volt. A végső áttétel automatikus váltóval 2,727 volt, és mindkét tengely EDL elektronikus differenciálművet kapott.
2000-ben az S6-os egy új, teljesen alumínium-ötvözet motort kapott, ami továbbra is 4,2 literes maradt, 40 szelepes V8-as kiépítésben, változtatható hosszúságú szívószeleppel. A lökettérfogata 4172 köbcentiméter, és 6600/min fordulatszámon 340 lóerőt ad le, és forgatónyomatéka 3400/min-es fordulatszámon 420 Nm. A motor vezérlésért a Bosch Motronic rendszere a felelős, és itt már drive-by-wire (elektronikus) rendszerű gázpedált alkalmaztak. Így a C5 Audi S6-os 5,7 másodperc alatt éri el a százas tempót, és a 200-as tempóig is csak 21,7 másodpercet kell várni. A végsebesség elektronikusan volt lefojtva 250 km/h-ra.
Felfüggesztés
A C5 generációban a felfüggesztést 10 mm-rel leültették, és gáztöltésű rázkódás elnyelőt is építettek bele.
A Servotronic nevezetű, fogasrúddal kapcsolt meghajtó fogaskerekű, sebességfüggő kormányrásegítés az alapfelszereltség része.
Audi RS6
Részletes cikk: Audi RS6
A quattro GmbH egy még nagyobb teljesítményű, RS6-ot épített, a 4,2 literes V8-as motor ikerturbós változatát felhasználva. A teljesítmény így 450 lóerőre változott az 5700-6400/min fordulatszámon, és a forgatónyomaték 560 Nm 1950-5600/min fordulatszám között. Az erőátvitel 5 sebességes tiptronic automata váltó, a 0–100 km/h gyorsulást 4,8 másodperc alatt teljesíti, a 0–200 km/h gyorsulást pedig a szedán 17,6 és a kombi 17,8 másodperc alatt.

## C6 generáció (2006-2011)
A legutóbbi Audi S6 quattro modellt 2006 januárjában az Észak-Amerikai motor Show-n mutatták be. Ez az Audi A6-osnak a C6 generációján alapul, és a Volkswagen csoport C6 platformját használja. Az S6 quattro kapható szedán és kombi (Avant) kivitelben is.
Meghajtás
A C6-os generációjú S6-os egy teljesen alumíniumból készült, közvetlen befecskendezésű, FSI, 5204 köbcentis, 40 szelepes, V10 hengerelrendezésű motort használ, ami ugyan hasonló Lamborghini Gallardóéhoz, mégsem ugyan az a motor. A teljesítményét újraszabályozták, hogy 6800/min fordulatszámon 440 lóerőt adjon le, és 560 Nm-es forgatónyomatéka van 3000 és 4000/min fordulatszám között. Két vezérműtengellyel van felszerelve, és mind a befecskendező, mind a kipufogó szelepek változtatható időzítésűek.
Ugyanez a motor van szerelve az S8-as Audiban is, de abban 450 lóerős teljesítménnyel.
Az autó csak 6 sebességes Tiptronic automata váltóval volt rendelhető, kormányról kapcsolható fokozatokkal. A Torsen-alapú quattro állandó négykerék-hajtást biztosít, és a 2007-es modellévtől elérhető volt a legfrissebb 40:60 arányban előre/hátulra osztott aszimmetrikus-dinamikus Torsen-3 differenciálzárral. A végső áttétel: 3,801 és a hajtás elektronikus differenciálzárral (EDL) volt kiegészítve, illetve kipörgés-gátlóval (ASR).
A 0–100 km/h gyorsulást 5,2 másodperc alatt teljesítette, és a negyed mérföldes táv is meg volt 13,5 másodperc alatt.